# Barbatia
Barbatia is een geslacht van mariene tweekleppige schelpen.

## Kenmerken
De tamelijk stevige schelpen worden maximaal ongeveer 4 centimeter lang, zijn langgerekt ovaal van vorm, soms iets hoekig afgerond. De sculptuur bestaat uit vele fijne, dicht opeenstaande radiale ribben. De schelp heeft een ruw pluizig periostracum. Het slot is taxodont en loopt in een min of meer rechte lijn met vele gelijkvormige tanden.

## Verspreiding en leefgebied
Barbatia is wijd verspreid in tropische en gematigde zeeën.
In het Noordzeegebied is het geslacht alleen met een aantal fossiele soorten aanwezig:

## Soorten
- Barbatia amygdalumtostum (Röding, 1798)
- Barbatia awamoana Finlay, 1930 †
- Barbatia barbata (Linnaeus, 1758)
- Barbatia bullata (Reeve, 1844)
- Barbatia cancellaria (Lamarck, 1819)
- Barbatia candida (Helbling, 1779)
- Barbatia cometa (Reeve, 1844)
- Barbatia complanata (Bruguière, 1789)
- Barbatia foliata (Forsskål in Niebuhr, 1775)
- Barbatia gabonensis Oliver & Cosel, 1993
- Barbatia gibba(Martin, 1879) †
- Barbatia grayana Dunker, 1867
- Barbatia hachijoensis Hatai, Niino & Kotaka in Niino, 1952
- Barbatia hawaia Dall, Bartsch & Rehder, 1938
- Barbatia illota (G. B. Sowerby I, 1833)
- Barbatia lacerata (Bruguière, 1789)
- Barbatia legumen (Lamy, 1907)
- Barbatia lurida (G. B. Sowerby I, 1833)
- Barbatia molokaia Dall, Bartsch & Rehder, 1938
- Barbatia mundeformata (Laws, 1939) †
- Barbatia novaezealandiae (E. A. Smith, 1915)
- Barbatia oahua Dall, Bartsch & Rehder, 1938
- Barbatia obliquata (Wood, 1828)
- Barbatia parva (G. B. Sowerby I, 1833)
- Barbatia parvivillosa (Iredale, 1939)
- Barbatia perinesa Oliver & Chesney, 1994
- Barbatia pistachia (Lamarck, 1819)
- Barbatia platei (Stempell, 1899)
- Barbatia plicata (Dillwyn, 1817)
- Barbatia pyrrhotus Oliver & Holmes, 2004
- Barbatia reeveana (d'Orbigny, 1846)
- Barbatia revelata (Deshayes in Maillard, 1863)
- Barbatia scazon (Iredale, 1939)
- Barbatia sculpturata Turton, 1932
- Barbatia setigera (Reeve, 1844)
- Barbatia solidula Dunker, 1868
- Barbatia stearnsi (Pilsbry, 1895)
- Barbatia terebrans (Iredale, 1939)
- Barbatia trapezina (Lamarck, 1819)
- Barbatia virescens (Reeve, 1844)